# Trebušna slinavka
Trebušna slinavka ali pankreas je podolgovat, iz režnjev sestavljen organ. Leži v trebušni votlini. Kot eksokrina žleza izloča prebavne sokove v dvanajstnik, kot endokrina žleza pa inzulin in glukagon v kri.

## Anatomija
Trebušna slinavka leži za želodcem, od katerega jo ločuje omentalna burza, pod stensko potrebušnico. Pri človeku je trebušna slinavka majhen podolgovat organ v trebušni votlini. Sestavljena je iz glave, vratu, telesa in repa. Rep sega do vranice, glava pa leži v vijugi dvanajstnika. Prebavni sokovi iz trebušne slinavke se izlivajo v dvanajstnik skozi pankreasov vod, ki se združi z žolčevodom. S krvjo jo oskrbuje pankreatikoduodenalna arterija. Deoksigenirana kri se nato zbere v pankreatikoduodenalni veni, ki se izliva v portalno veno.

## Funkcija
Prebavni encimi, ki jih izločajo eksokrine celice trebušne slinavke, sodelujejo pri prebavi ogljikovih hidratov, maščob in beljakovin v dvanajstniku. Encimi potujejo iz trebušne slinavke po pankreasovem vodu in se izlijejo v dvanajstnik, kjer se aktivirajo. Eksokrino tkivo trebušne slinavke izloča tudi bikarbonat, ki nevtralizira želodčno kislino, ki priteka v dvanajstnik. Hormona inzulin in glukagon, ki ju izločajo endokrine celice, uravnavata koncentracijo glukoze (krvnega sladkorja) v krvi, somatostatin pa uravnava izločanje inzulina in glukagona. Pri nepravilnem delovanju trebušne slinavke se pojavi sladkorna bolezen. 

## Bolezni trebušne slinavke
- Benigen tumor
- Rak trebušne slinavke
- Cistična fibroza
- Diabetes
- Pankreasna insuficienca
- Pankreatitis
  - Akutni pankreatitis
  - Kronični pankreatitis
- Psevdocista trebušne slinavke